# 駒井村
駒井村（こまいむら）は山梨県北巨摩郡にあった村。現在の韮崎市藤井町駒井・藤井町坂井にあたる。

## 地理
- 河川：塩川

## 歴史
- 1874年（明治7年）12月 - 巨摩郡駒井村・坂井村が合併して駒井村となる。
- 1878年（明治11年）7月22日 - 郡区町村編制法の施行により、駒井村が北巨摩郡の所属となる。
- 1889年（明治22年）7月1日 - 町村制の施行により、駒井村が単独で自治体を形成。
- 1940年（昭和15年）11月10日 - 下条村と合併して藤井村が発足。同日駒井村廃止。

## 交通

### 鉄道路線
村域を鉄道省中央本線が通過したが、駅は所在しなかった。